# Led Zeppelin North American Tour Spring 1969
Led Zeppelin North American Tour Spring 1969 var en konsertturné med det brittiska hårdrocksbandet Led Zeppelin i USA och Kanada 24 april - 31 maj 1969. Under turnén spelade Led Zeppelin in ett antal låtar till sin kommande skiva II i olika skivstudior runt om i USA.

## Låtlista
De låtar som spelades var dels från Yardbirds repertoar, dels från debutalbumet Led Zeppelin. En trolig låtlista med viss variation är följande:
1. "Train Kept A-Rollin'" (Bradshaw, Kay, Mann)
2. "I Can't Quit You Baby" (Dixon)
3. "As Long As I Have You" (Mimms)
4. "Dazed and Confused" (Page)
5. "You Shook Me" (Dixon, Lenoir)
6. "How Many More Times" (Bonham, Jones, Page)
7. "Communication Breakdown" (Bonham, Jones, Page)
8. "White Summer"/"Black Mountain Side" (Page)
9. "Killing Floor" (Wolf)
10. "Babe I'm Gonna Leave You" (Bredon, Page, Plant)
11. "Pat's Delight" (Bonham)
12. "Whole Lotta Love" (Bonham, Dixon, Jones, Page, Plant)

## Turnédatum
- 24/04/1969  Fillmore West - San Francisco
- 25/04/1969  Winterland Ballroom - San Francisco
- 26/04/1969  Winterland Ballroom - San Francisco
- 27/04/1969  Fillmore West - San Francisco
- 01/05/1969  Crawford Hall - UC Irvine, Irvine Kalifornien
- 02/05/1969  Rose Palace - Pasadena
- 03/05/1969  Rose Palace - Pasadena
- 04/05/1969  Santa Monica Civic Center - Santa Monica
- 05/05/1969  Santa Monica Civic Center - Santa Monica
- 09/05/1969  Edmonton Gardens - Edmonton
- 10/05/1969  Pacific Coliseum - Vancouver
- 11/05/1969  Green Lake Aqua Theater - Seattle
- 13/05/1969  Civic Auditorium - Honolulu
- 16/05/1969  Grande Ballroom - Detroit (två spelningar)
- 17/05/1969  Convocation Center - Athens (Ohio)
- 18/05/1969  Guthrie Theater - Minneapolis
- 23/05/1969  Northern California Folk-Rock Festival - Santa Clara County Fairgrounds - San Jose
- 24/05/1969  Kinetic Playground - Chicago
- 25/05/1969  Merriweather Post Pavilion - Columbia (Maryland)
- 27/05/1969  Boston Tea Party - Boston
- 28/05/1969  Boston Tea Party - Boston
- 29/05/1969  Boston Tea Party - Boston
- 30/05/1969  Fillmore East - New York
- 31/05/1969  Fillmore East - New York